# Chrysanthemin

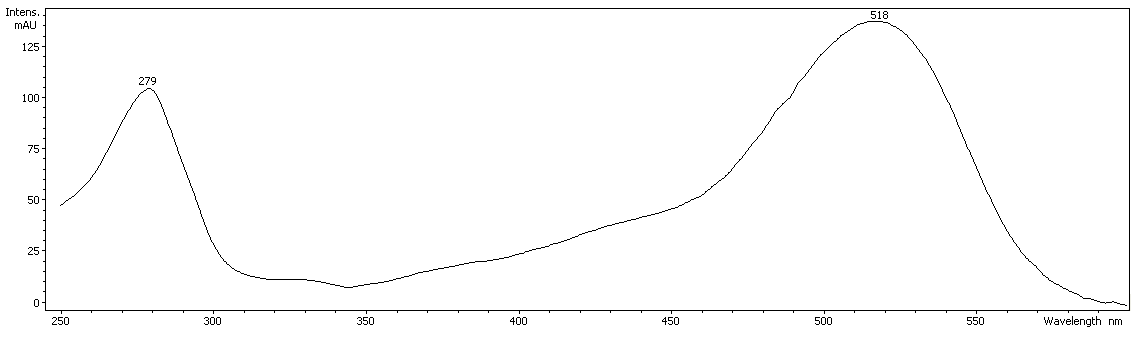
UV espectro visible de cianidina 3-O-glucósido.

Chrysanthemin  es una antocianina. Es el  3-glucósido de cianidina. 

## Producción natural
Chrysanthemin se puede encontrar en la planta  (Hibiscus sabdariffa, Malvaceae), diferentes  angiospermas japoneses, Rhaponticum (Asteraceae), Los frutos de (Viburnum dentatum, Caprifoliaceae) aparecen de color azul. Uno de los principales pigmentos es cyanidin 3-glucósido, pero la mezcla total es muy compleja.

### En los alimentos
Chrysanthemin se ha detectado en el orujo de la grosella negra, y en el saúco europeo, en las frambuesas rojas, en Prunus domestica, en el melocotón, lichi y açaí. Es la principal antocianina en Zea mays.

## Biosíntesis
La biosíntesis de cianidina 3-O-glucósido en Escherichia coli se demostró por medio de la ingeniería genética metabólica.
En Arabidopsis thaliana, una glicosiltransferasa, UGT79B1, está implicada en la ruta biosintética de la antocianina. La proteína UGT79B1 convierte cianidina 3-O-glucósido de cyanidin 3-O-xylosyl(1→2)glucósido.